# بازار دروازه مهریز
بازار دروازه مهریز مربوط به دوره قاجار است و در یزد، شمال خیابان قیام، مجموعه بازار یزد واقع شده و این اثر در تاریخ ۹ اردیبهشت ۱۳۸۲ با شمارهٔ ثبت ۸۵۴۳ به‌عنوان یکی از آثار ملی ایران به ثبت رسیده است.